# Equus africanus asinus
L'asino (Equus africanus asinus Linnaeus, 1758), detto anche somaro, è un mammifero perissodattilo della famiglia Equidae. Deriva dall'asino selvatico africano (Equus africanus) attraverso una selezione della sottospecie nubiana (E. a. africanus).

## Descrizione
Simile al cavallo, ma più piccolo, compatto, robusto e mansueto, ha le orecchie più lunghe. Il manto varia a seconda della razza ma è generalmente di colore grigio, salvo il ventre, il muso e il contorno degli occhi che sono invece bianchi. Alcune razze possono essere prevalentemente di colore nero come l'asino nero di Berry, o brune come l'asino mulattiere del Poitou.
Le razze con un manto grigio hanno anche una croce nera segnata sulla schiena, chiamata "croce di Sant'Andrea".
Anche se il colore del manto è simile, eccetto per il kiang che rimane più rossastro, si distingue dalle specie e sottospecie selvatiche per varie differenze morfologiche di testa, collo e zampe.
Il verso dell'asino è detto "raglio".

## Razze

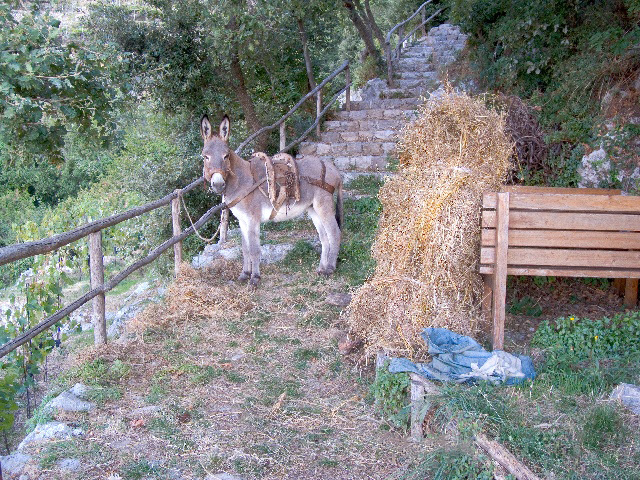
Asino napoletano

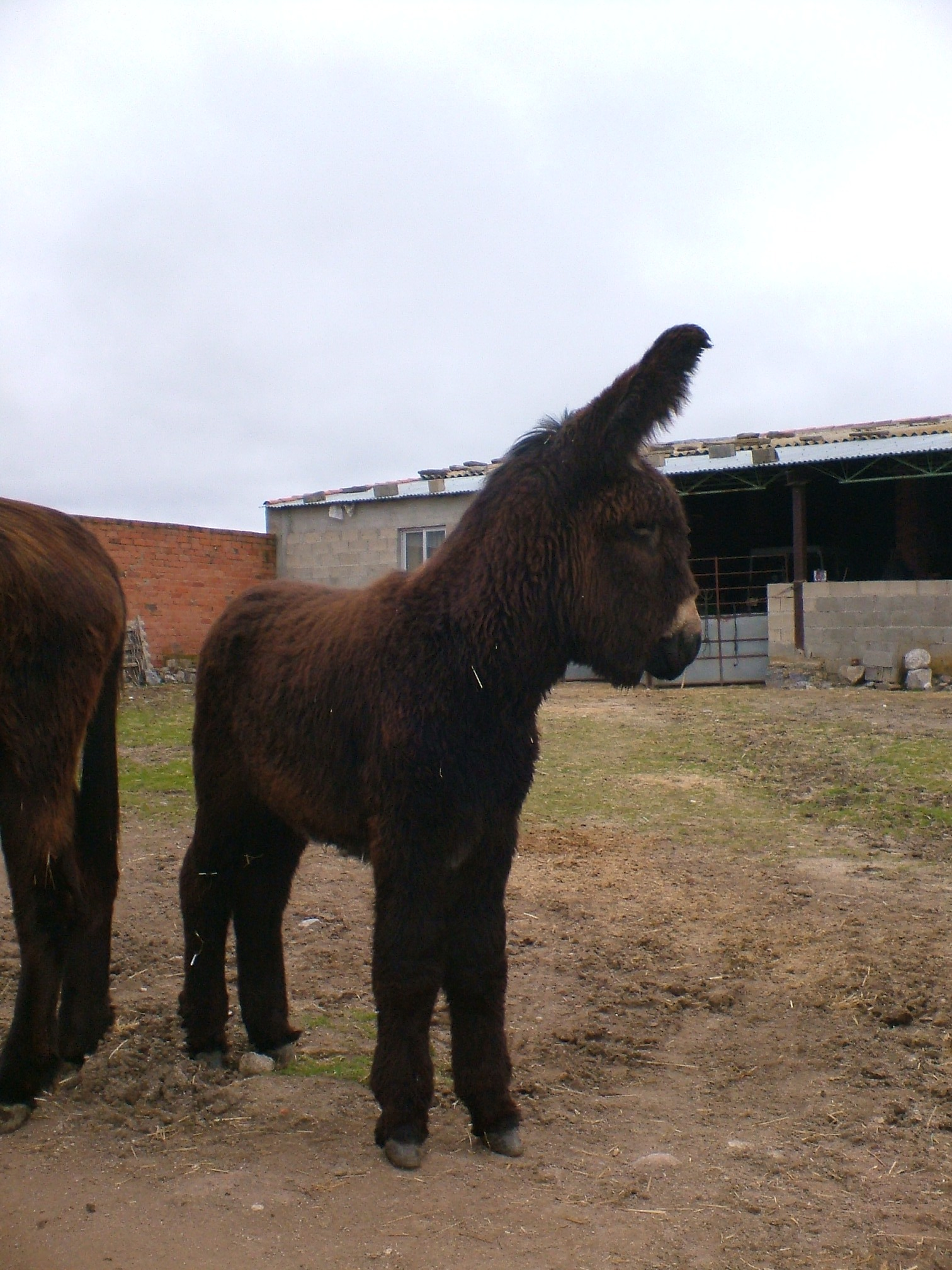
Asino Zamorano-Leoné (Spagna)

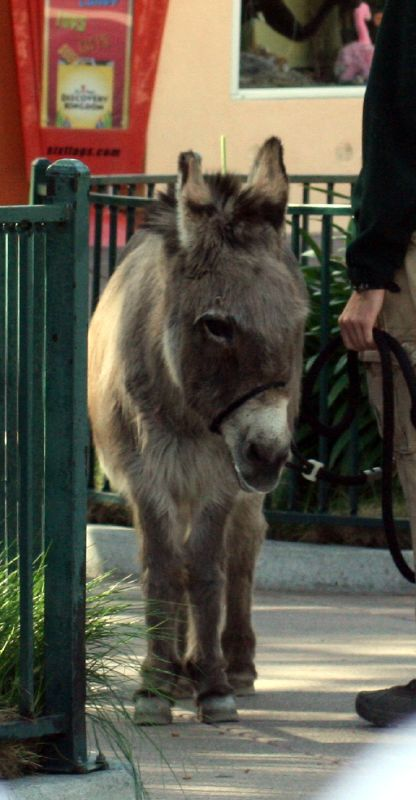
Asino siciliano

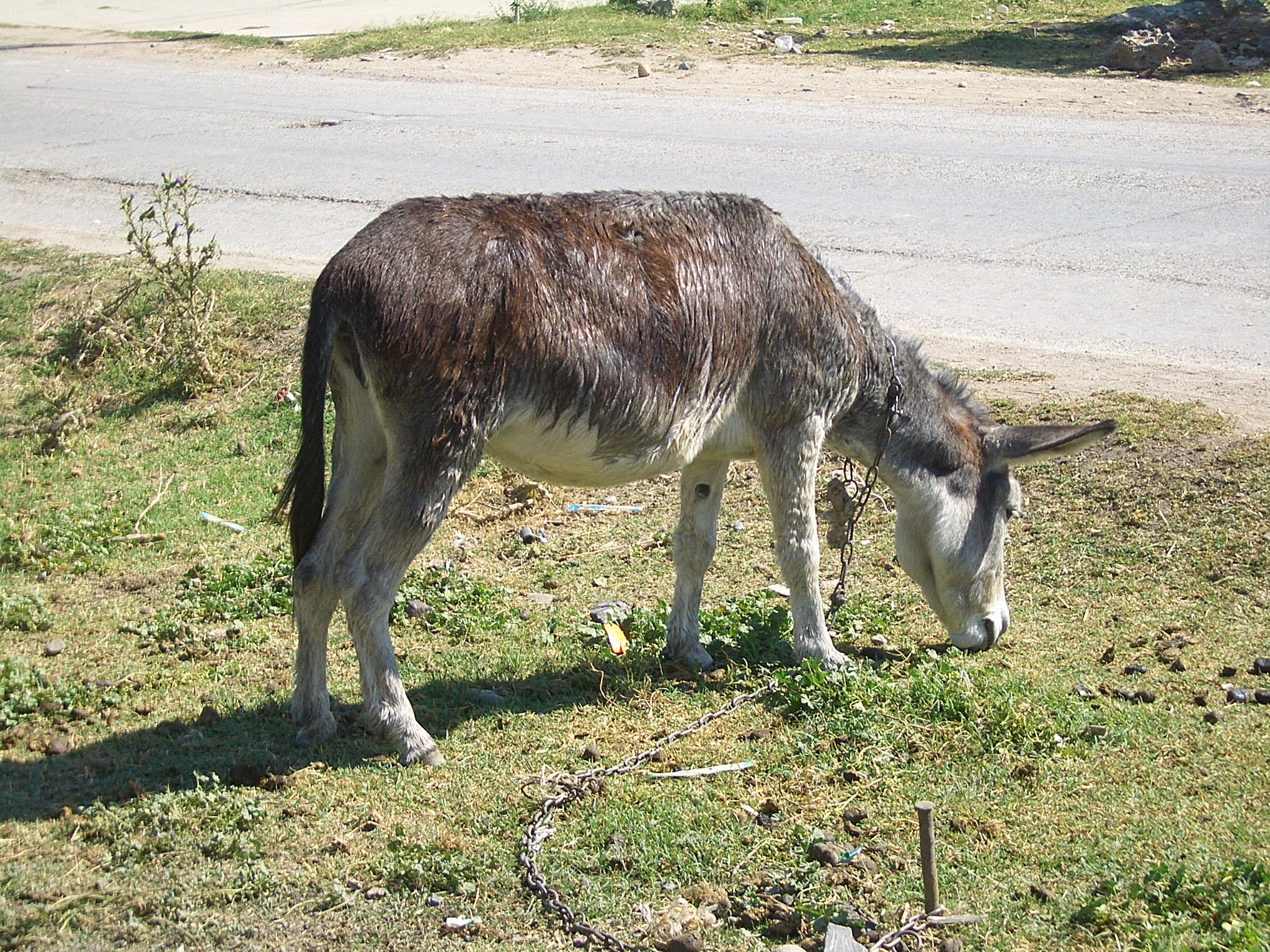
Un asino del Kirghizistan

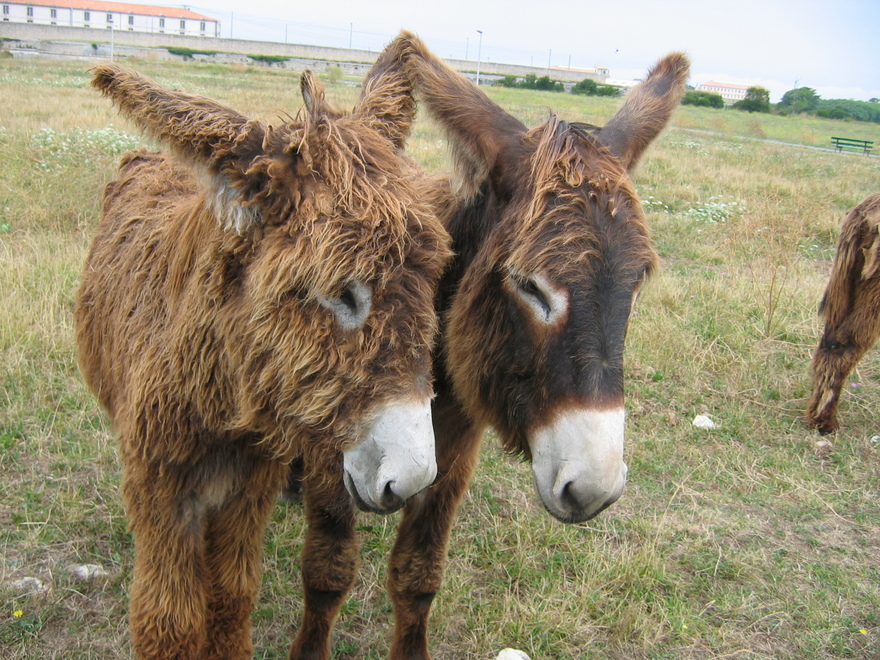
Asino di Poitou

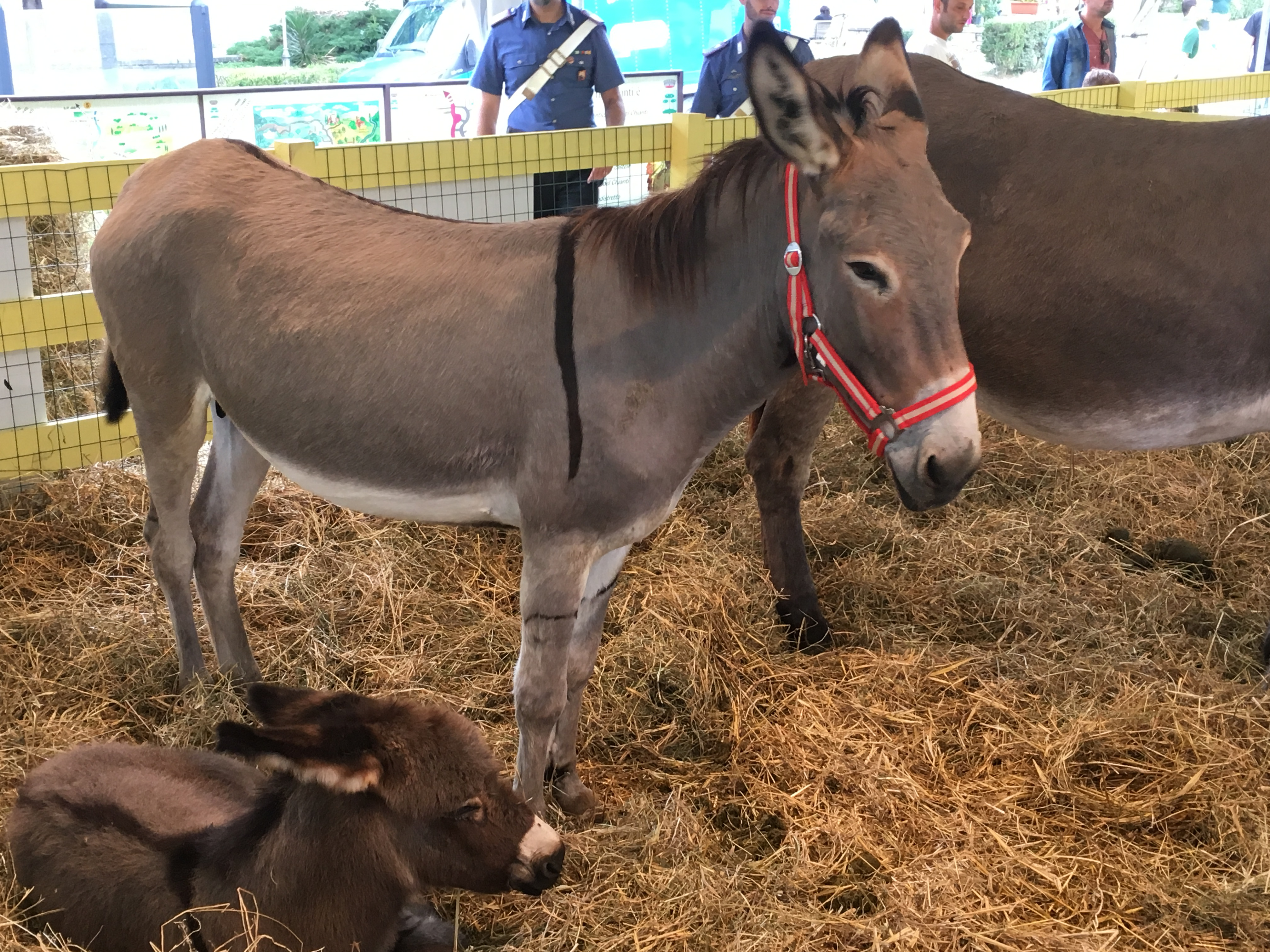
L'asino dell'Amiata, tipica razza asinina italiana.

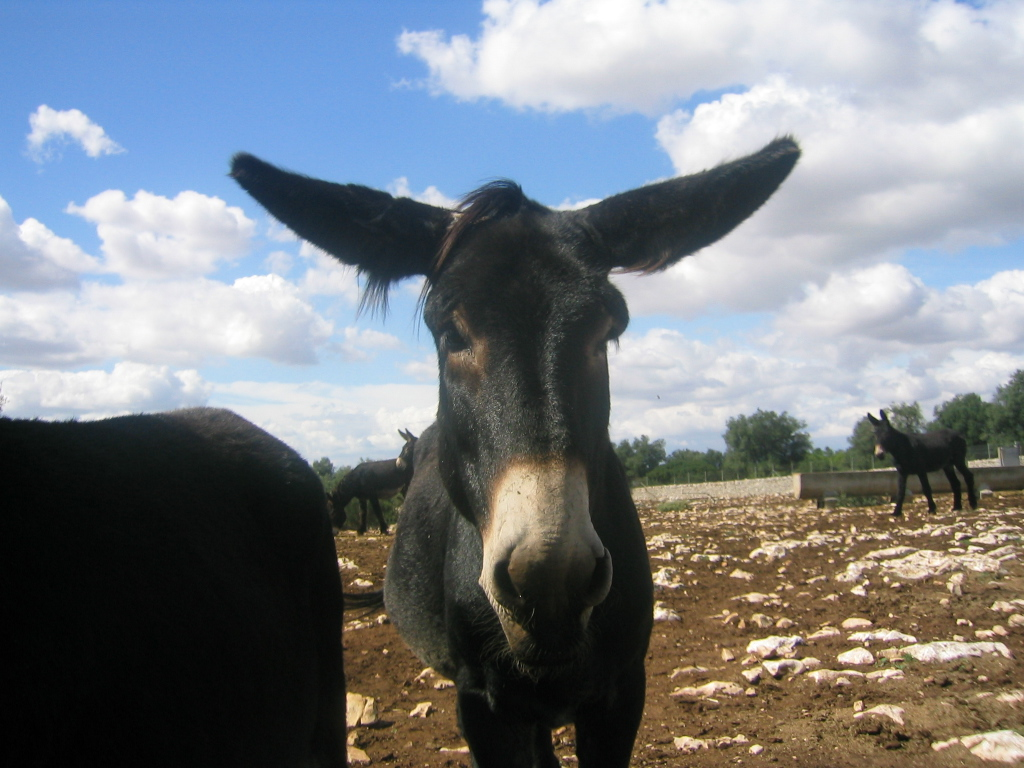
L'asino di Martina Franca è la più grande delle razze asinine italiane.

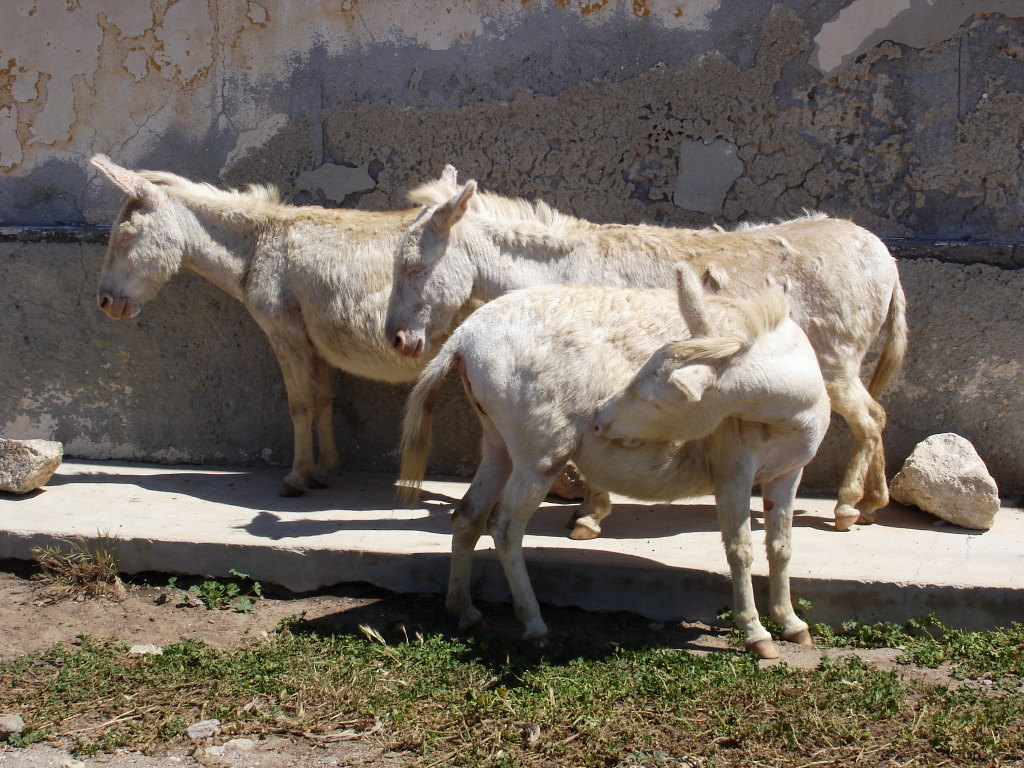
L'asino dell'Asinara, il più piccolo e forse il più emblematico esempio del patrimonio asinino italiano.

Addomesticato da millenni, ne sono state selezionate numerose razze in diverse parti del mondo, anche se, a causa della sua sobrietà, non ha mai raggiunto la diversità di altri domestici come cavallo, cane e gatto. Le razze asinine riconosciute in Italia sono 8: l'asino di Martina Franca, l'asino dell'Amiata, il ragusano, il romagnolo, il pantesco, il viterbese, il sardo e l'asinello bianco dell'Asinara.
Alle razze ufficialmente riconosciute, il cui allevamento negli ultimi decenni ha avuto un incremento nel mondo occidentale, si affiancano molte altre razze i cui caratteri sono definiti ma che non hanno ancora trovato un'associazione che se ne occupi.
Altre razze, invece, sono irrimediabilmente estinte.

### Razze domestiche

#### Razze italiane
In Italia il Decreto Ministeriale 9742 del 7 maggio 2012 stabilisce che le razze asinine autoctone italiane riconosciute ed ammesse al disciplinare del registro anagrafico delle razze asinine sono otto. Secondo la Coldiretti, l'allevamento di razze asinine è in crescita: tra il 2004 e il 2009 si è avuto un incremento nell'allevamento del 30%.
Elenco delle otto razze asinine italiane riconosciute per legge:
- Asino dell'Amiata
- Asino dell'Asinara
- Asino di Martina Franca
- Asino ragusano
- Asino romagnolo
- Asino pantesco
- Asino sardo
- Asino Viterbese (di Allumiere)

#### Razze asinine italiane minori non riconosciute ed estinte
- Sant'Alberto (sinonimo di Romagnolo), della Provincia di Forlì-Cesena
- Emiliano
- Argentato di Sologno
- Cariovilli, Provincia dell'Aquila (estinto)
- Asino di Castel Morrone, Provincia Caserta  (quasi estinto)
- Grigio Siciliano
- Asino dell'Irpinia, Provincia di Benevento, Provincia di Avellino
- Asino delle Marche (sottorazza del Pugliese)
- Asino Pugliese
- Asino della Basilicata (sottorazza del Pugliese)
- Asino della Calabria (sottorazza del Pugliese)
- Asino Leccese (sottorazza del Pugliese, forse identificabile con il Martina Franca)
- Asino di San Domenico
- Asino di Sant'Andrea
- Asino di San Francesco

#### Razze dell'Unione europea
- Asino andaluso (Cordovese-andaluso) (Spagna)
- Asino di Biscaglia
- Asino di Bourbonnais (Francia)
- Asino catalano (Spagna)
- Asino di Cotentin (Francia)
- Asino d'Irlanda o Pie d'Irlanda (Irlanda)
- Asino di Maiorca
- Asino Miranda
- Asino normanno (Francia)
- Asino dei Pirenei (Francia)
- Asino di Poitou (Francia)
- Asino della Provenza (Francia)
- Asino spagnolo bianco
- Baudet du Poitou (Francia)
- Grande nero di Berry (Francia)
- Miranda (Portogallo)
- Asino Zamorano-Leonés (Spagna)

#### Razze estere
- Asino bianco d'Egitto (Egitto)
- Asino indiano
- Asino di Teamster (Australia)
- Mammoth Jackstock (Stati Uniti)

### Razze selvatiche
- Onagro
- Asino della Somalia
- Kiang
- Emione
- Burro

## Ibridazione con altre specie
Un asino maschio può incrociarsi con una giumenta per generare un mulo ed un cavallo maschio può incrociarsi con un'asina per generare un bardotto.
I muli sono straordinariamente docili, forti e resistenti, per cui si considerano animali particolarmente validi per portare carichi pesanti per lunghe distanze, lungo terreni montagnosi e desertici.
Anche se meno comuni, qualcuno è riuscito ad incrociare degli asini domestici e varie specie di zebra: si parla allora di zebrasini, chiamati anche zonkey.
Tutti questi ibridi sono sterili, poiché le specie del genere Equus hanno un diverso numero di cromosomi. Così i cavalli che hanno 64 cromosomi e gli asini, che ne hanno 62, generano figli che possiedono 63 cromosomi che, essendo dispari, non possono più essere ripartiti equamente.

## Distribuzione della popolazione
Sebbene manchi un censimento mondiale sulla popolazione asinina, abbiamo i dati del 2004 per alcuni paesi: la Spagna contava 130.000 capi, la Francia 25.000, la Grecia 145.000, l'Italia 75.000, l'Irlanda 15.000, il Portogallo 170.000, il Regno Unito 10.000, la Svizzera 2.000. Fuori dall'Europa sempre nel 2004: in Algeria i capi erano 340.000, in India 1.500.000, in Cina 11.000.000. La popolazione asinina cinese deve la sua consistenza all'uso mai cessato delle carriole cinesi, spesso trainate da asini.
Ci sono inoltre delle popolazioni di asino domestico che vivono allo stato selvaggio in Australia e in America, luoghi in cui è stato portato dall'uomo. Gli asini rinselvatichiti degli stati sud-occidentali degli Stati Uniti d'America sono detti "burro".

## Utilizzi

### L'asino come mezzo di trasporto

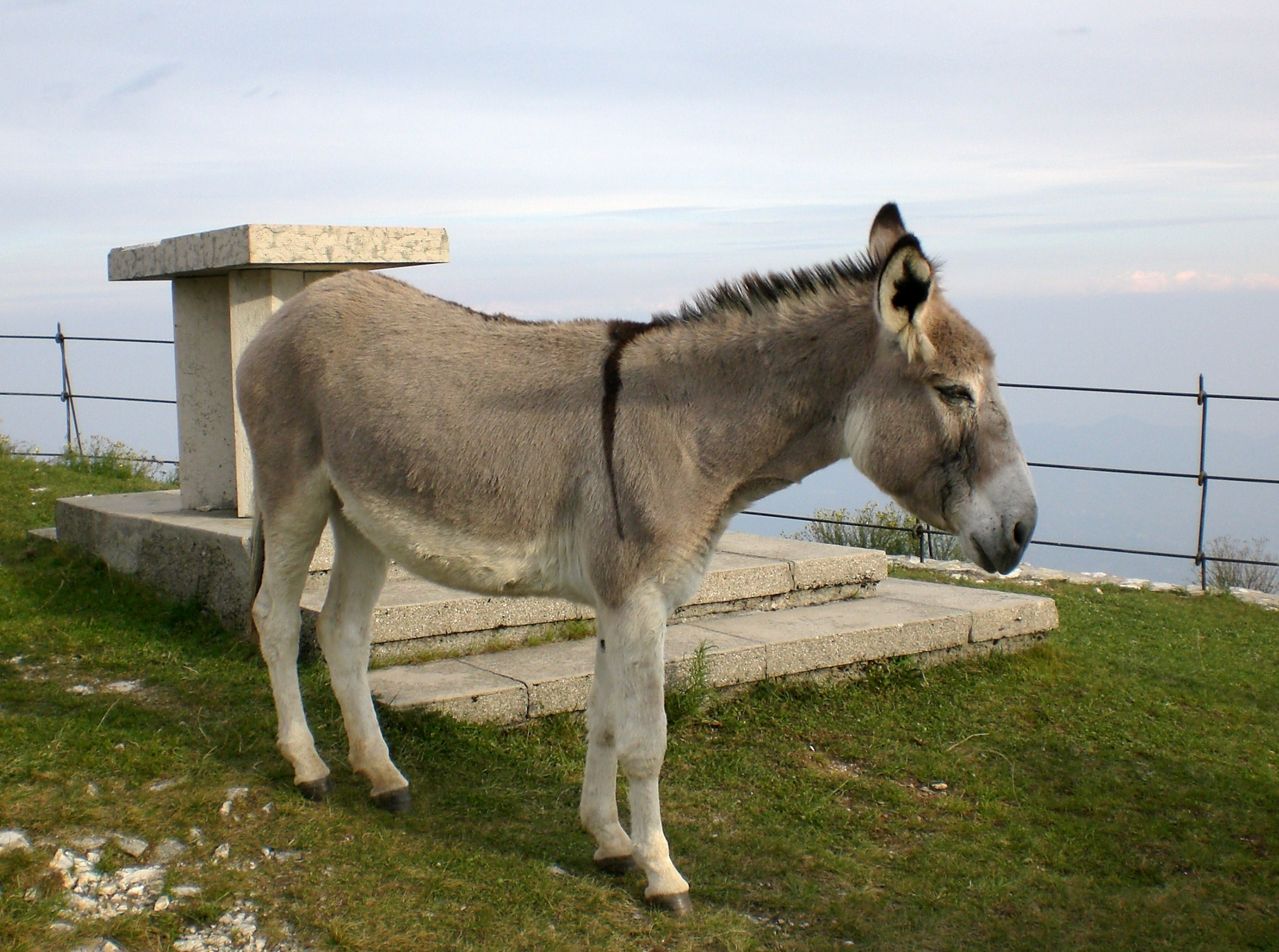
Un asino sul monte Grappa.

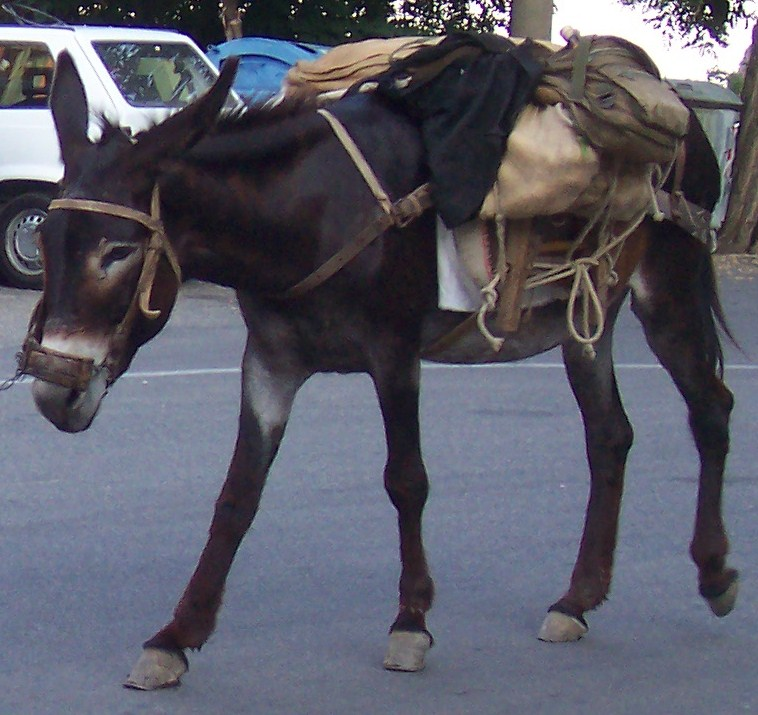
Asino in Calabria.

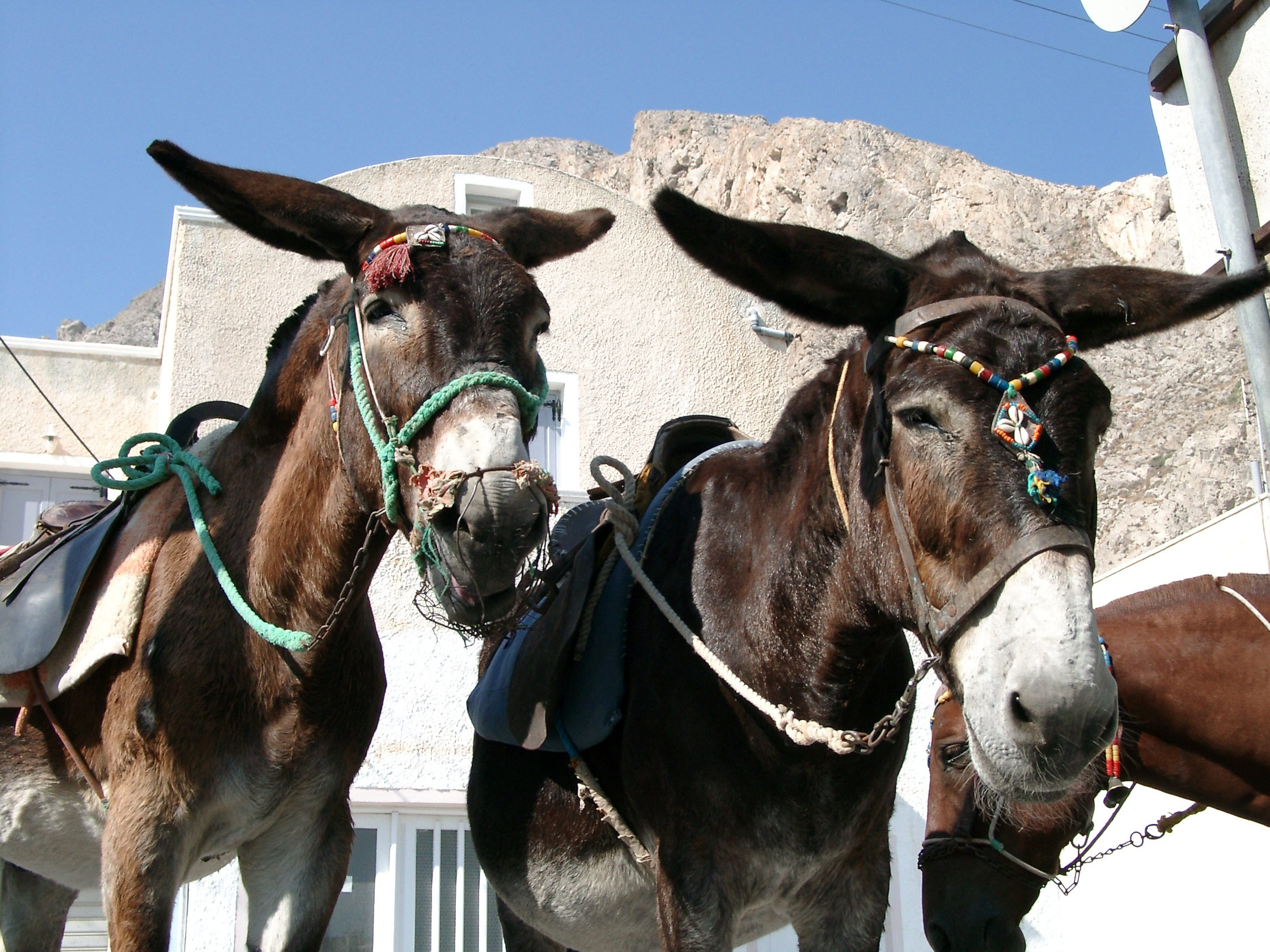
Asini a Santorini, in Grecia.

Fin dal 3000 a.C. l'asino domestico è stato usato in Medio Oriente per trasportare le merci prima ancora del dromedario, selezionandolo dall'asino selvatico africano (Equus africanus), di cui già facevano parte le due sottospecie dell'asino selvatico di Nubia (Equus africanus africanus) e dell'asino selvatico della Somalia (Equus africanus somalicus). Velocemente il suo utilizzo si è esteso nel Mediterraneo e nel sud dell'Europa, diventando l'animale da soma e da monta più diffuso nelle civiltà dell'epoca.
Con la conquista del Nuovo Mondo, in particolare dal XVI secolo in poi, l'asino si è diffuso anche nel Nordamerica come animale da lavoro al seguito dei colonizzatori.
È quindi fin dall'inizio della storia che gli asini sono stati utilizzati in Europa ed Asia occidentale, e poi nel resto del mondo, come animale da trasporto e da soma per persone, cibo, merci, carichi pesanti e trainare carri. Nonostante non sia veloce come il cavallo, ha le stesse funzioni ma è più robusto, ha una gran resistenza e si muove agilmente su terreni difficili, infatti è spesso utilizzato per il transito su strade di montagna. Inoltre è meno esigente dal punto di vista alimentare e quindi il suo mantenimento risulta meno costoso. I contadini più poveri lo preferivano al cavallo, e ciò gli valse il nome di "cavallo del povero". Continua a mantenere una grande importanza in molti paesi in via di sviluppo.
Ancora oggi in Italia viene usato come animale da soma, seppure in maniera decisamente minore rispetto al periodo precedente alla meccanizzazione dell'agricoltura e allo spopolamento delle campagne del XXI secolo. Ad esempio, nell'isola di Alicudi si usano ancora asini e muli per trasportare bagagli e attrezzature, questo per via della rete stradale quasi inesistente e per l'elevata pendenza.

### L'asino nell'alimentazione umana
Tra quello degli animali domestici, il latte d'asina è considerato il più simile a quello umano. Per tale motivo è diventato un alimento fondamentale nella dieta dei neonati allergici alle proteine del latte vaccino. Proprio per questo è il latte che più si presta nello scongiurare allergie al latte vaccino. Il suo utilizzo in campo pediatrico risale già al tempo dei greci. Per i Romani era una bevanda di lusso. Ippocrate lo raccomandava per ogni tipo di problema: avvelenamenti e intossicazioni, dolori articolari, cicatrizzazione delle piaghe, ecc. Georges-Louis Leclerc, conte di Buffon, naturalista e biologo francese, molto noto e stimato nella Francia settecentesca, lo segnala nella sua Storia Naturale. All'epoca, e soprattutto a Parigi, vennero impiantate numerose stalle asinine, dove le signore eleganti si recavano al fine di ottenere la preziosa bevanda. Il latte veniva venduto a più di 8 franchi al litro (8 franchi precedenti alla guerra del 1914-1918). Arrivando ai giorni nostri dal 1990 c'è stato un risveglio scientifico sull'argomento con una vasta produzione scientifica sia in campo zootecnico, interessando le scuole di Milano, Parma, Campobasso, Bari, Pisa e ultimamente anche Catania e Messina, che in quello medico, Palermo, Torino e Bari.

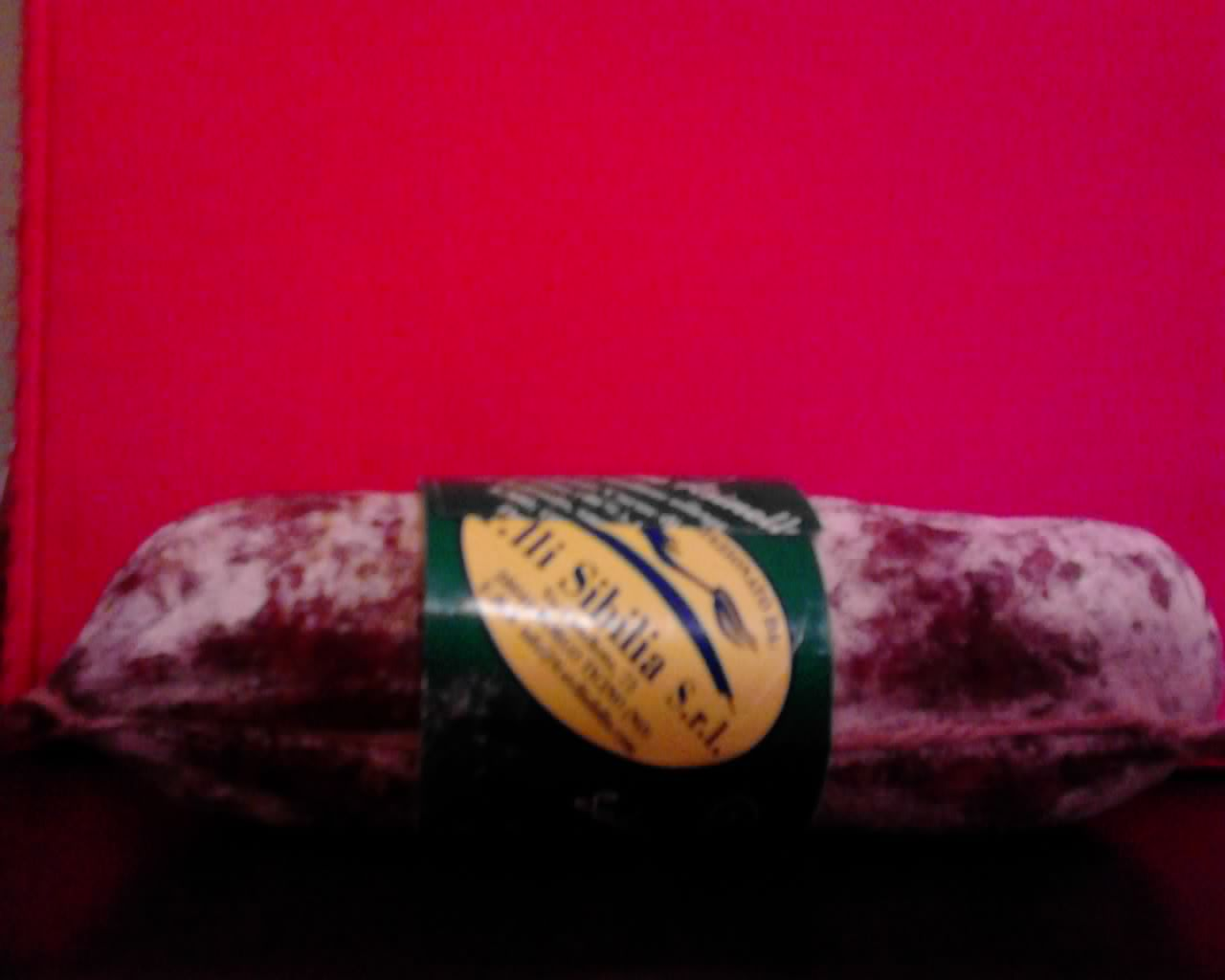
Salame d'asino piemontese.

Anche la carne di asino è stata ed è tuttora utilizzata nell'alimentazione umana. In particolare essa serve da base per la preparazione di salami (tipici in Italia quelli veneti e piemontesi) e di vari piatti tradizionali quali, ad esempio, il tapulon o lo stufato d'asino.

## Nella cultura di massa
Gli asini sono famigerati per la loro ostinazione e testardaggine, anche se questa cattiva fama si deve ad una cattiva interpretazione, da parte di alcuni, degli istinti di conservazione di tale animale. È difficile forzare un asino a fare qualcosa che sia o gli sembri contrario ai propri interessi. L'asino è peraltro considerato anche un simbolo di ottusità e ignoranza: il copricapo infamante con orecchie d'asino e l'appellativo di somaro spettano così allo studente pigro e svogliato o poco intelligente. In tedesco una formula mnemonica ideata per ricordare facilmente e senza sforzo una lunga serie di nozioni è detta Eselbrücke (ponte per gli asini).
In lingua inglese il termine "jackass" designa il maschio dell'asino, ma può anche essere usato in senso denigratorio: ad esempio, ne fecero spesso uso i cartoni animati di Tom & Jerry di Fred Quimby e di Chuck Jones.
L'asino è considerato fin dall'antichità (si pensi all'asino in cui si trasforma il protagonista del romanzo latino di Apuleio L'asino d'oro) un animale molto dotato e attivo sessualmente. Presso alcune culture, il membro asinino è quello lungo e grosso per antonomasia: in Sicilia, ad esempio, un uomo eccezionalmente dotato è detto "scicchìgnu", da "scìccu", cioè asino.
Nella religione:
- L'asino ha ancora grande importanza presso i popoli mediterranei ed è stato un antico oggetto di culto presso popoli orientali e africani (l'onolatria).
- L'asinello è un simbolo ebraico.
- L'asinello è un simbolo dell'Opus Dei.
- L'asino selvatico è associato a Ismaele (Genesi 16:12).
- L'asinella parlante del mago Balaam, storia narrata nella Bibbia, libro dei Numeri.
- L'asinello del presepe.

Nella filosofia:
- L'asino di Buridano.

Nell'arte:
- L'ambivalenza della figura dell'asino si riflette anche nell'iconografia asinina paleocristiana (graffito di Alessameno) e medievale (cattedrale di Chartres).

Nella letteratura:
- (II sec. d.C.) L'asino d'oro di Apuleio. Il titolo originale era Le metamorfosi, ma venne modificato da Agostino d'Ippona.
- (1596) Sogno di una notte di mezza estate - Nella commedia di William Shakespeare, Puck trasforma la testa di Nick Bottom in quella di un asino (atto 3 - scena 1).
- (1615) Don Chisciotte della Mancia - Il fidato scudiero Sancio Panza segue il suo padrone don Chisciotte cavalcando il suo amato asino grigio con cui condivide tutte le conseguenze delle bizzarre avventure del restauratore dell'errante cavalleria
- (1812) Fiabe del focolare - Nel racconto I musicanti di Brema uno dei personaggi è un asino.
- (1860) Memorie d'un asino - Cadichon - L'eroe del romanzo della contessa di Ségur.
- (1881)  Storia dell'asino di S.Giuseppe  - Novella di Giovanni Verga con protagonista un povero e sfruttato asinello.
- (1883) Le avventure di Pinocchio. Storia di un burattino - Nel romanzo di Carlo Collodi i bambini che non imparano diventano asini. Lucignolo, l'amico di Pinocchio che va assieme a lui nel Paese dei balocchi, rimane un asino.
- (1886) Davanti San Guido. Nell'ultima strofa della poesia, il Carducci introduce un asino che, noncurante della rutilante modernitá, continua a brucare "serio e lento".
- (1914) Platero y yo - Nel libro, Platero è l'asino amico dello scrittore Juan Ramón Jiménez.
- (1945) La fattoria degli animali - Benjamin, l'asino scettico del romanzo di George Orwell.
- (2010) - Bravo, burro! di John Fante e Rudolph Borchert.

Nel cinema:
- (1966) Au hasard Balthazar - Film di Robert Bresson. Balthazar, l'asino protagonista.
- (1977) Le avventure di Winnie the Pooh - Ih-Oh, l'asino di peluche amico di Winnie the Pooh
- (1978) The small one - Piccolo, l'asinello protagonista del cortometraggio Disney.
- (1999) Asini - Film con Claudio Bisio, in cui gli "asini" sono simbolo dei ragazzi o delle persone troppo buone, che non riescono a stare al passo con il resto della società.
- (2001) Shrek - Ciuchino, l'asino parlante dei film di animazione della serie.
- (2017) Gli eroi del Natale - Bo, l'asino che racconta la Natività attraverso il suo punto di vista.
- (2022) Eo - Film diretto da Jerzy Skolimowski, un adattamento contemporaneo del film Au hasard Balthazar di Robert Bresson.

Nella politica:
- L'asino è il simbolo (non ufficiale) del Partito Democratico degli Stati Uniti d'America.
- L'asino è il simbolo del Movimento Studenti di Azione Cattolica.
- Di recente, l'asino catalano (ruc català) è assurto a simbolo catalanista, in contrapposizione al toro di Osborne, tipico dell'iconografia spagnola.
- L'asinello è stato il simbolo de I Democratici, partito italiano ideato da Romano Prodi nel 1999.

Nello sport:
- L'asino ("ciuccio" o "o ciucciariello" in dialetto napoletano) è la mascotte ufficiale del Napoli.

Nella medicina:
- L'asino è oggi usato con notevole successo nella pet therapy: la terapia con asini è detta onoterapia.

Nell'informatica:
- eMule e eDonkey2000 sono note applicazioni per lo scaricamento di file da internet.
- Nel videogioco Worms è presente un enorme asino di cemento come arma.